# کره اکسپرس ایر
کره اکسپرس ایر (به انگلیسی: Korea Express Air) یک شرکت هواپیمایی با کد یاتا XE است که در ۲۰۰۵ میلادی تأسیس شده‌است. قطب کره اکسپرس ایر در فرودگاه بین‌المللی یانگ‌یانگ قرار دارد.